# Ligament métacarpien transverse superficiel
Le ligament métacarpien transverse superficiel (ou ligament transverse superficiel de la paume) est une fine bande de fibres transversales de la partie distale de l'aponévrose palmaire. Il est profond et transversal aux bandes prétendineuses orientées longitudinalement au complexe fascial palmaire.
Il forme trois arcades à concavité distale. Il sert de point d'attache pour les septums de Legueu et Juvara.